# Плевенско пиво
„Плевенско пиво“ АД е бивша българска пивоварна компания, със седалище в град Плевен, основана през 1973 г. и съществувала до 2002 г., когато се влива в „Каменица“АД.

## История
С Решение от 14.12.1973 г. Министерския съвет, възлага на Министерството на строежите да организира изграждането на пивоварен завод в гр. Плевен. на 3.12.1973 г. се прави първата копка на завода. До пускането на завода на същата площадка работи старо бутилково отделение, съоръжено с две малки бутилиращи линии, подчинено на пивоварния завод във Велико Търново. В края на юни 1976 г. е завършен силозният комплекс, през ноември 1976 г. е пуснат в експлоатация цех „Малцерай“, през май 1977 г. – цех „Пивопроизводство“, оборудван с варилна инсталация тип „Комби“ (ГДР), и през. юни 1977 г. – новият цех „Бутилков“ с две бутилиращи линии Нагема (ГДР). Хладилното, въздушно-компресорните отделения и станцията за събиране и втечняване на въглероден двуокис се съоражават с полски, немски и български машини и съоръжения. Пивоварен завод „Кайлъка“ е открит официално на 23.12.1977 г. Той е част от ДСО „Българско пиво“. Към завода е и бутилиращото предприятие в гр. Троян.
През 1984 г. заводът е модернизиран с монтирането и пускането в действие на свещов кизелгуров филтър „Енцингер“ и замяната на едната от бутилиращите линии с по високопроизводителната и модерна „Зайц-Енцингер-Нол“. През 1989 г. е монтирана и италианска бутилираща линия за бутилки от 0,330 л. Годишното производство на бира през 1980 те години е както следва – през 1984 г. са произведени 58 456 000 литра бира, през 1986 г. – 58 368 000 л.; през 1988 г. – 59 616 000 л., през 1989 г. – 60 913 000 л., през 1990 г. – 58 582 000 литра. За постигнати качествени показатели плевенския пивоварен завод е отличен със златни медали за „Плевенско пиво специално“ на международните изложения Монд Селексион – в Лондон (1982), Рим (1983), Мадрид (1984), Лисабон (1985), Женева (1986), Брюксел (1986), и на Пловдивския мострен панаир (1984). 
С Решение № 152/06.12.1990 г. на министъра на земеделието и хранителната промишленост се образува фирма с държавно имущество – ДФ „Плевенско пиво“ – гр. Плевен, като правоприемник на активите и пасивите на Пивоварен завод „Плевенско пиво“ от прекратеното СО „Българско пиво“. С решение на от 11 януари 1991 г. ДФ „Плевенско пиво“ е вписана в регистъра при Окръжен съд-Плевен. С решение на съда от 11.11.1991 г. фирмата се преобразува в „Плевенско пиво“ ЕООД, а с решение от 12.07.1996 г. – в „Плевенско пиво“ ЕАД.
25 % от акциите на „Плевенско пиво“ ЕАД са приватизирани по линия на масовата приватизация през 1996 г., като акциите на дружеството стават собственост на няколко приватизационни фонда и индивидуални участници.
На 11.06.1997 г. РМД „Пивоварна Плевенско пиво“ ООД, сключва с Агенцията за приватизация Договор за приватизационна продажба на 55 % от акциите на дружеството. С решение на съда от 12 януари 1998 г. „Плевенско пиво“ ЕАД се преобразува в „Плевенско пиво“ ЕАД.
В началото на 1999 г. белгийската фирма „Интербрю“, която вече е собственик на „Астика“, „Каменица“ и „Бургаско пиво“, подписва предварителен договор с акционерите на „Плевенско пиво“ АД за придобиване на мажоритарния пакет от дружеството. Плевенската пивоварна по това време е сред лидерите в бранша.
За 80% от дяловете на дружеството, Interbrew плаща 3 765 000 щатски долара. На 2 януари 2002 г. Окръжният съд в Пловдив вписва в търговския регистър вливането на „Плевенско пиво“АД-гр. Плевен в „Каменица“ АД – гр. Пловдив, като „Плевенско пиво“ АД – гр. Плевен се прекратява без ликвидация, и правоприеимник на всички активи и пасиви на плевенското дружество става „Каменица“ АД – гр. Пловдив,
През 2005 г. „Каменица" АД мести производствените мощности от Плевен в Пловдив и Хасково, като обявява, че това е част от оптимизацията на производството. Това фактически е краят на пивопроизводството в Плевен, а от персонала, който през 1998 г. достига до 450 души, остават едва 20 души.